# Árabe san'ani
El árabe san'ani es una variedad de árabe yemení hablado principalmente en Yemen.

## Fonología
El dialecto san'ani se distingue entre los dialectos yemeníes por su uso del sonido [ɡ] en el lugar del árabe clásico /q/ (ق qāf), así como su preservación de la pronunciación palatal árabe clásica de /ɟ/ (ج ǧim).

## Gramática
Junto con estas similitudes fonológicas con otros dialectos, el árabe San'ani también tiene varias características únicas. Utiliza la mā clásica en el significado de "qué", así como en las negaciones. A diferencia del uso clásico, este mā se usa sin distinción en oraciones verbales y nominales por igual. San'ani Árabe representa el aspecto futuro con una compleja matriz de prefijos, dependiendo de la persona del verbo. Para verbos de primera persona se utiliza el prefijo (ša-) o ('ad). La derivación de (ša-) está aparentemente relacionada con la clásica (sa-), y ('ad) es probablemente una abreviatura de (ba'd), que significa "after". Para todas las demás personas en San'a propiamente dicho se usa el prefijo simple ('a-), aunque muchas de las aldeas alrededor de San'a amplían el uso de (ša-) para todas las personas.